# هيديف
مخبأة (منمنمة بأحرف كبيرة ) هي خدمة بث مملوكة لشركة شبكات إيه إم سي من خلال سينتاي فيلموركس التي تبث الرسوم المتحركة والأفلام اليابانية التي تم ترخيصها بواسطة سينتاي فيلموركس.
تم إطلاق الخدمة في يونيو 2017 بعد حل خدمة شبكة الأنمي عبر الإنترنت، والتي نجت بعد تصفية أصول رؤية م السابقة في عام 2009.

## تاريخ

### السنوات المبكرة
تشكلت خدمة البث في يونيو 2017 عندما تم نقل أصول شبكة الأنمي عبر الإنترنت إلى خدمة بث جديدة والتي ستصبح مخبأة بعد انتهاء الخدمة. تم لاحقًا نقل الاشتراكات من خدمة شبكة الانمي على الانترنت إلى خدمة مخبأة الجديدة التي تم تشكيلها بشكل خبيث.
تقوم الشبكة ببث الرسوم المتحركة المرخصة بواسطة سينتاي بالإضافة إلى بعض عروض الرسوم المتحركة من قناة البث البائدة إضراب الأنمي .
في 18 أكتوبر 2018، انضمت إلى خدمة البث المباشر VRV لتحل محل فنميشن والتي غادرت لاحقًا في نوفمبر، ولكنها غادرت أيضًا في 30 سبتمبر 2021 عندما استحوذت سوني على كرانشي رول، الشركة الأم لـ VRV من إيه تي آند تي و وارنر ميديا.

### الاستحواذ على إيه إم سي
كانت مخبأة جزءًا من استحواذ إيه إم سي شبكات على سينتاي في يناير 2022.
وأنهت الخدمة عملياتها في مناطق معينة في ديسمبر 2023، كما تم الإعلان عنه قبل شهر.
في وقت لاحق من مارس 2024، قام الموقع بتحديث واجهة المستخدم الخاصة به وأضاف العرض في وضع عدم الاتصال، وقوائم انتظار السجل المحدثة، بالإضافة إلى القدرة على إنشاء قوائم مراقبة مخصصة من بين أشياء أخرى.

## برمجة

### أنيمي × خفي
في أبريل 2022، أعلنت إيه إم سي عن تطوير قناة تلفزيونية متدفقة مجانية مدعومة بالإعلانات (FAST) تحمل علامة مخبأة تسمى "ANIME x HIDIVE"، والتي ستحتوي على محتوى مرخص من سينتاي ويتم مشاهدته على خدمة البث المباشر مخبأة. سيتم إطلاق القناة على بليكس في مارس 2023.

## روابط خارجية
- هيديف  في شبكة أخبار الأنمي